# Merton Parkas
I Merton Parkas erano un gruppo musicale britannico di genere mod revival, che ha avuto discreto successo verso la fine degli anni settanta.
Il nome deriva dal gioco di parole tra Merton Park, zona a sud di Londra, ed il Parka, giubbotto militare tipico dello stile mod, del quale, insieme a gruppi come The Lambrettas, Secret Affair e The Purple Hearts, divennero simbolo indiscusso.
Il gruppo, formatosi nel 1975 dall'incontro tra i fratelli Danny e Mick Talbot con Neil Wurrel e Simon Smith, ha all'attivo un solo album, Face in the Crowd, datato 1979 e contenente i singoli Plastic Smile, Put Me in the Picture, Give It to Me Now e You Need Wheels, che durante l'estate del medesimo anno si è piazzato al #40 nella Official Singles Chart, la classifica dei singoli più venduti nel Regno Unito.
Nel 1980, a seguito dello scioglimento del gruppo, Simon Smith e Mick Talbot scelsero di partecipare ad altri progetti musicali: il primo diventò il batterista della band alternative rock dei Mood Six, mentre il tastierista Talbot, dopo aver militato nei Dexy's Midnight Runners e nei Bureau, fondò nel 1982, insieme a Paul Weller, il celebre duo Style Council.

## Componenti
- Danny Talbot - voce e chitarra
- Mick Talbot - tastiere
- Neil Wurrel - basso
- Simon Smith - batteria

## Discografia

### Album
- 1979 - Face in the Crowd

### Singoli
- 1979 - You Need Wheels
- 1979 - Plastic Smile
- 1979 - Give It to Me Now
- 1979 - Put Me in the Picture